# Néa Dáfni
Néa Dáfni (grec moderne : Νέα Δάφνη) est une localité située dans le dème de Gortynie, dans le district régional d'Arcadie, dans la périphérie du Péloponnèse, en Grèce.
Selon le recensement de 2021, elle compte 63 habitants.